# Château-Thierry
Château-Thierry település Franciaországban, Aisne megyében. Lakosainak száma 15 068 fő (2022. január 1.). Château-Thierry Bézu-Saint-Germain, Bouresches, Brasles, Chierry, Épaux-Bézu, Essômes-sur-Marne, Étampes-sur-Marne, Étrépilly, Nogentel és Verdilly községekkel határos.

## Népesség
A település népessége az elmúlt években az alábbi módon változott:
| Lakosok száma | 11 049 | 14 557 | 15 312 | 14 622 | 14 189 | 14 602 | 15 107 | 15 254 | 15 306 | 15 068 |
|               | 1968   | 1982   | 1990   | 2006   | 2013   | 2015   | 2017   | 2019   | 2020   | 2022   |

## Híres személyek
- Bruce Abdoulaye labdarúgó